# NN-101
La carretera NN‑101 es una vía colectora secundaria ubicada en el municipio de Camoapa, en el departamento de Boaco. Conecta la comunidad rural de La Estrella con la cabecera municipal, mejorando el acceso local y la integración a la red primaria.

## Trazado y cruces
| km   | Localidad / Punto    | Departamento | Conexión / Ruta |
| ---- | -------------------- | ------------ | --------------- |
| 0,0  | La Estrella          | Boaco        | Camino rural    |
| 6,2  | Comunidad El Paraíso | Boaco        |                 |
| 11,2 | Camoapa              | Boaco        | NIC 17 , NN 100 |

## Coordenadas
Uno de los tramos de la NN‑101 puede ser encontrado en las coordenadas: 12°23′00″N 85°31′11″O / 12.3832, -85.5197